# Krysztopiwka
Krysztopiwka (ukr. Криштопівка; pol. hist. Krysztopówka, Krysztofówka) – wieś  na Ukrainie, w rejonie ilinieckim obwodu winnickiego.